# ヴァジアルサーガ 〜愚民化戦略〜
『VAZIAL SAGA 〜愚民化戦略〜』（ヴァジアルサーガ ぐみんかせんりゃく）は、日本のパソコンゲーム開発会社Studio GIW（スタジオギウ）が開発、ベクターによりダウンロード販売されるWindowsパソコン用シミュレーションゲームである。ベクター主催の第8回（2006年度下半期）「ベクタープロレジ大賞」ゲーム部門賞、「ベクターバナーデザインコンテスト」（2008年6月）法人部門大賞受賞作品。さらに2007年度「ベクターPCショップダウンロード販売本数ランキング」ゲーム部門第3位、「Vector Award」受賞作品（2009年）の1つでもある。公式に「VS」と略されることがある。

## 概要
StudioGIWのゲーム作品としては13作目、同社設立（2005年2月1日）後に従来作品の改修ではなく全くの新作として発表した作品では『邪気狩り暗殺修行!!』に続く2作目に当たる。プレイヤーが1国を率いる王（神王）となり、内政や外交、軍事力を駆使して39カ国から成る世界を統一する戦略級ターン制ストラテジーゲームである。StudioGIWのゲームを通じて設定される年表によれば、現代文明が崩壊した後の未来を描いた作品であり、刀や槍で戦う歩兵や騎兵・弓兵による前時代的な戦争をする一方で、ヒトに対する遺伝子操作や洗脳などの技術が存在し容認される独特の世界観を持ち、寿命が無く後継者問題が起きない神王、決して謀反や反乱を起こさない部将や民（愚民）といった設定により内憂に悩まされること無く純粋に対外戦略に集中するゲームとして設計されている。部将個々の能力や運による戦局全体への影響が少なく、例えば強力な部将が寡兵で大軍を破ったり、1つの乱数が勢力図を一気に覆す、といった劇的展開は起きにくく、同盟を組み大軍を投じて敵を圧倒したり、敵領土を巧みに分断して各個撃破する、といった堅実な戦略が要求される。加えて、ヘルプ機能の充実やゲーム初年度に於ける月人による操作案内で導入を平易にしたり、数値や命令の簡略化により直感的な操作性でゲーム展開が早い。ゲーム内で一定期間を遊べる無料体験版も配布されており、体験版のセーブデータを製品版に引き継ぐことも可能である。

## ストーリー
世界大戦により滅んだ物質文明の失敗を省みた人類は、限られた指導者以外には政治的思想を持たせない「愚民化政策」を施行、遺伝子操作により不老不死となった38名の「神王」のもと、完全に統率された「愚民」たちは各々が幸福を享受していた。しかし長き平和に飽いた一部の者たちが反乱を起こし、その鎮圧のため神王たちが軍隊を持ったとき、世界は再び争いの時代へと突入するのだった。

## 世界観・用語
神暦（しんれき）
科学による物質文明が崩壊した後、西暦に代わり新たに作られた暦。神王による愚民化政策のもと平和が長く続いたが、治安悪化を契機に戦乱が勃発した神暦300年がゲームの開始年となる。
愚民化政策（ぐみんかせいさく）
世界大戦終結後、その反省を踏まえた人類が世界的に採用した政治体制で、洗脳により民を政治的思想など持たない従順な家畜のように教育する政策。これによりそれぞれの神国は神王のもと完璧な統制による平和が保たれる。神王による洗脳方法は一様でないが、正しく洗脳された優良な民を「愚民」（ぐみん）と呼ぶ。即ち、この世界に於ける「愚民」には「愚かな民」という侮蔑的な意味は無く、一般的あるいは敬意を込めた呼称である。なお、この政策の設定は、管子「牧民編」を基にしている。
神王（しんおう）
愚民化政策に於いて世界人類を代表し各々の神国（しんごく）を支配する存在。永遠の統治を行うため遺伝子操作により不老不死となり民からは「神」とも呼ばれるが、もはやヒトとは別種（生物学上はヒト科の異種）の生物と化しており、ヒトとの生殖や遺伝子の受け渡しは不可能であり、本能よりも専ら長期的視野に立った理性的統治を要求される。当初は38名の神王が居たが、現在は神暦290年代に神王化した「聖帝コリュウ」を加えた39名がそれぞれの神国を治めている。
月人（つきびと）
永遠の存在である神王の補佐役として創造された人工生命体。ヒトの遺伝子を改変した神王と異なり、生物学上も全くの新種。その呼称は「星である神王の周りを永久に回り続ける月」を意味する。ゲーム上はいずれも人間女性の姿で登場、ゲーム解説や状況報告を行う。初回起動時に丁寧な口調の「リツキ」と、くだけた口調の「月無有無（ムーンムーム）」（どちらも声はme-ko（めーこ））のいずれか、または「月人無し」を選択する。この他に確認できる月人としては「ボイスドラマVol.3『盲目の結界神・想武』」に登場する「月人候補生 未月（みつき）」及び「月人 カルナ」、それにイメージソング「終暦聖歌」の歌い手として名が挙げられた「初代月人 月音（つきね）」が居る。なお、月人は次作『キルツヴァルド 〜最後の人間〜』でも重要な役割を果たすことが明かされている。

## ゲームシステム

### フェイズ進行
ゲームは1年（1ターンに相当）を以下の6フェイズから構成し、「イベントフェイズ」から順に進めて「子孫繁栄フェイズ」を終えると翌年に移る。「イベントフェイズ」以外はプレイヤーが「フェイズ終了」をクリックすることにより次フェイズに移る。各フェイズにおいては原則として「情報力」の低い国から順番に処理され、自国の情報力が高ければ他国の動向を見てから行動するなど有利に行動できる。なお、他国のあらゆる情報は、自国のそれ同様にいつでも見ることができる（情報収集のためスパイを送り込むなどの手続きが必要ない）。

#### イベントフェイズ
イベントフェイズでは、最初にその年の収穫（豊作・凶作）が報告され、次に放浪部将の雇用が行われた後、プレイヤーが税率を設定する。税率は30％から70％まで5段階あり、税率の高さに応じて「愚民洗脳率」が下がる。収穫は税率に応じて直接「金」に反映され、放浪部将は前年までに滅亡した神国の生き残り部将（滅亡国の神王を含む）や16歳までに部将昇格しなかった子孫が無作為に仕官する。また、寿命を迎えた部将の死が報じられる場合もある。

#### 内政フェイズ
神王自身を含む部将毎に1つの命令を割り当て、国力増強と軍備を行う。収穫を増進させる「領地開墾」、愚民洗脳率を向上させる「愚民教育」、篭城戦時の城の耐久値を増加する「城壁強化」、情報力を向上する「情報収集」、敵地侵攻時にかかる出費を軽減する「出兵費減」、陣形による野戦時の攻撃・防御修正値を向上する「陣形研究」、兵士個々の戦闘力を向上させる「装備研究」の他、部将が持つ才能によって特殊な命令が追加される場合がある。部将への指示は内政フェイズ毎に変更できるが、前年と同じ命令を継続すると効率が上がる。なお、愚民洗脳率は全領土の平均値が低くても一揆や暴動が起きたりはしないが、合戦時の士気に影響する。部将も謀反や寝返りなどをすることは無い。
内政フェイズでは上述の命令実行の他に、各部将への兵士割り当ても行う。兵士は[部将の「統率」値×100]を上限として10または100単位で増減でき、この際、騎兵、刀兵、弓兵、槍兵の割合変更もできる。兵は雇用時の費用と、敵国への侵攻時には部隊規模に応じた出兵費がかかるが、維持費は必要ない。

#### 外交フェイズ
他国と同盟を結んだり破棄したり、降伏勧告を行う。同盟破棄や降伏勧告を行うと相手国との「関係」が悪化するが、関係は「資金援助」により改善できる。加えて、他国に従属または離反することもできる。さらに同盟国や従属国に対して「援軍要請」ができ、それらの国と隣接する敵国に侵攻もしくは自領への攻撃を受けた場合に増援が得られる。なお、同盟は関係が「良好」の国とのみ結べ、資金援助や援軍要請には相手国規模に応じた金を消費する。

#### 行軍フェイズ
部隊を敵国へ侵攻させたり、自国領土内で移動させる。地図上の部将を示す旗もしくは画面右側の部将名を選択し、目的地をクリックすると行軍が予約される。このフェイズでは自国より情報力の低い国の移動状況を見ながら軍を動かすことができ、敵部隊が迫る領国に迎撃部隊を送ったり、部隊が出払って手薄となった敵国に侵攻するなどが容易となる。なお、部将が侵攻できる敵国は現在地の隣接国に限られるが、自領内移動では離れた領土にも原則として一度で移動できる。

#### 合戦フェイズ
合戦フェイズでは、まず野戦を行うかどうかを防御側が決める。野戦を行わないか防御側が敗走すると城戦が行われる。野戦の準備段階を除いてプレイヤーには介入の余地がほとんど無いが、これはあくまで戦略を重視し、戦術は部将が行うとの設計によるものである。予め外交フェイズで援軍要請しておいた同盟国や主従関係にある国が戦場に隣接していれば戦闘中に互いの援軍として登場し、防衛側は隣接する自国領土に居る部隊も増援として登場する。なお、コンピュータ操作の国同士による戦闘は、簡単に報告される。

##### 野戦
野戦が行われる場合、まず「総大将」を決め（神王が出陣していれば王自身が総大将となる）、続いて「陣形」とそれを構成する「陣要」（じんがなめ）、「先鋒」、「別働隊」と担当する部将を決定する。陣形は数種類あり、各々が前衛・後衛で攻撃力・防御力及び陣要となる部将の数が異なり、また特定の才能を持つ部将が居れば陣形の選択肢が増える。戦闘は先鋒同士の戦いで始まり、戦況を確認しながら「戦闘継続」か「全軍撤退」かを選んで戦闘を進める。野戦は「士気」または「兵数」のいずれかが0になった側が敗走するか、もしくはどちらかが「全軍撤退」を選んだ場合に終結する。時おり部将が敵武将を発見して一騎討ちをする機会もあり、発見した側が自軍側部将であれば一騎討ちの可否を指示できる。

##### 城戦
防御側が野戦を行わなかった場合や野戦で敗退した場合、あるいは防御側部隊が不在の領土を攻めた場合も城戦が発生する。この際、野戦と異なり防御側部隊の士気や兵力は決着に関係せず、攻撃側の士気または兵力が0になったり「全軍撤退」を選んだり一定攻撃回数以内に落城しなければ攻撃側敗退、城側の城壁値が0になれば防衛側敗北（落城）となり領国は攻撃側のものとなって、そこに居た部将は死亡するか、攻撃側配下となるか、野に下る（翌年以降イベントフェイズに各国に仕官する可能性が生じる）。神王の居る城が陥落するとその神国は滅亡し、残る領土も全て攻撃側神国に帰す。

#### 子孫繁栄フェイズ
既存部将の能力を継承した新たな部将を誕生させ、さらに成長や才能を操作する。「子孫繁栄の儀」では男女の部将各1名を指定し、子孫に継承させる才能を決定、儀式が成功すると「子孫」が誕生する。子孫は0歳から年齢を重ね13歳になると「部将昇格の儀」によって部将に加えられるが、神暦303年以降は「成長促進」により無作為に1〜3歳加齢させたり、予め既存部将から「遺伝子抽出」した才能を「遺伝子融合」して才能を付与または進化させることもできる。なお、子孫は部将に昇格させないまま16歳になると出奔してしまう（イベントフェイズで他の神王配下になる可能性が生じる）。また、神王（領国を失った配下神王を含む）は、子孫繁栄も遺伝子抽出も必ず失敗する。

### ゲーム終了条件及び特典
以上の手順を繰り返し、ゲーム世界39カ国全てをプレイヤーのみ、もしくはプレイヤー国と従属国ばかりで占めるとゲームクリアとなり、担当した国の「制覇回数」が1加算される。また、プレイヤー国が他国の従属国である状態で、支配国が全国制覇した場合もゲームクリアとなる（従属クリア）。いずれの場合も神王を除く配下部将や子孫の遺伝子情報（才能）が保存され次に遊ぶ際に引き継ぐことができ、またクリアした難易度モードの「裏技」が使用可能となる。加えて、制覇に至るまでの年表と得点がHTMLファイルとして出力される。なお、特殊な条件を満たすと迎えられる「レアエンディング」もある。他方、プレイヤー神王の篭城する城が敵の攻撃により陥落するとゲームオーバーとなる。

### 裏技ツール
この作品に於けるバグ修正や機能改善・追加は、公式サイトからダウンロードできるパッチを通じて行われるが、バージョン1.05より「裏技ツール」に統合され、ゲームの正常動作のための補完要素だけでなく、隠しコマンドなどのいわゆる裏技要素を含む内容となっている。「裏技ツール」そのものは無料だが、解凍（EXEフォーマットの実行）には製品版に封入された「バージョンアップ用パスワード」が必要である。また、制作支援として「裏技ツール」購入費1000円（税込）を支払うことにより、神王や月人を描いた大判画像31点の解凍パスワードが送られる。

## VAZIAL SAGA 愚民化戦略 Deluxe
『VAZIAL SAGA 愚民化戦略 Deluxe』は、上記作品を改修し追加要素を加え、CD-ROMに収録してパッケージ販売としたもので、株式会社マグノリアにより2010年8月6日に発売された。

### 改修・追加要素・特典
ゲームシステムや世界設定など基本部分は従来と同じだが、音声・音楽の品質向上やゲームバランスの修正とWindows 7対応といった改修が施された。加えて、2007年に発表されたボイスドラマ「盲目の結界神・想武」に登場するカルナなど第2世代月人と、世界観を共有する続編である次作『キルツヴァルド 〜最後の人間〜』に登場する12名の第3世代月人が部将同様のキャラクターとして追加され、他にも部将や才能が複数追加された。さらには月人・月亜（げつあ）として原田ひとみを起用したボイスドラマ「〜京核の秋〜」を同梱する。この他、初回特典として、キャラクターグラフィックを担当する住屋昭博デザインのポストカード3枚と、次作の主要キャラクターである月人・アリエス（声・日笠陽子）が歌う「aries-Full Version-」を含む『KILLZVALD -SOUND TRACK-CD Ver』が付いた。

## 関連作品

### ゲーム作品
Moom Hopper（ムームホッパー）
月無有無（ムーンムーム）をデフォルメした「ちびムーム」（声；服部紗織）を操作し、毒沼に落ちずに到達する距離を競うFlashゲーム。内容的には『グラスホッパー (Win版)』と同様のワンキー型ジャンプアクションゲームである。公式サイトにて無料で遊ぶことができる。
リツキホッパー
上記『ムームホッパー』同様のワンキー型ジャンプアクションゲーム。「ムーム」との違いは、操作キャラクターがリツキ（声；片岡あづさ）になり、スクロール方向が左右逆になっている点である。mixi会員向けmixiアプリとして無料公開されている。

### 音楽作品
VAZIAL SAGA - Sound Track -  〜刻を流れる覇風〜
ゲームに使われた9曲にアレンジ曲1曲を収録したサウンドトラック。StudioGIW公式サイトにてWMA形式のダウンロードファイル（27MB）として配信される。全曲を無料で聴くことができるが、制作支援として1000円（税込）を支払うことにより「パッケージ画像」と「月人のおまけヴォイス」が取得できる。
StudioGIW歌集Vol.1「終暦聖歌」+ボイスドラマ
StudioGIW制作のゲームに関する歌を集めたアルバム。ヴァジアルサーガ関連では従前初音ミクによる歌で公開された「終暦聖歌」「幻想産業」「愚民チュー」の3曲（後節参照）を声優による歌とカラオケとして収録、加えてヴァジアルサーガボイスドラマ外伝1「覇帝ソウリュウ」と、その登場人物による「目覚ましヴォイス」を収録し、他に10曲を収録する。ゲーム本編と同じくダウンロード販売され、8曲とボイスドラマは無料で聴くことができ、残る8曲と「目覚ましヴォイス」の利用は有料（1000円（税込））である。

### ボイスドラマ

#### StudioGIWボイスドラマシリーズ
ヴァジアルサーガの登場人物たちによる物語を、声優により表現したシリーズ作品。ゲーム本編同様ダウンロード販売されている。配役はいずれも株式会社ぷろだくしょんバオバブの制作協力を得ている。
ボイスドラマVol1.+歌（洗脳・搾取・虎の巻）
ボイスドラマシリーズ第1作。ゲーム本編の設定に沿いつつも、キャラクターの性格などに脚色を加えたコミカルなパラレルワールド的物語を収録する。加えてヴァジアルサーガイメージソング「洗脳・搾取・虎の巻」（後節参照）を収録。価格2000円（税込）。
- 登場人物

月人 リツキ（声；川上とも子）
ソウリュウの月人。
覇帝 ソウリュウ（声；杉山紀彰）
龍戒（りゅうかい）国の神王。
ランファン（声；松岡由貴）
伽羅（から）国の神王。
天帝 アイヒミ（声；真堂圭）
京核（きょうかく）国の神王。
氷虎 デフィス（声；水島大宙）
アラナダ国の神王。
- スタッフ

脚本；鈴丘虎助
イラスト；冬式未来
サウンド＆編集；しゃな
監修；飛鷹棗＆コミックヴェリスチーム
企画；StudioGIW/M.Sekiya
ボイスドラマVol.2「溜息月華」
前作同様、ゲーム本編とは若干異なるパラレルワールド的な物語を収録する。加えて出演声優陣によるフリートークを収録。価格1000円（税込）。なお、前作に続いてリツキとその主としてのソウリュウが登場するが、物語としての繋がりは無い。
- 登場人物

月人 リツキ（声；川上とも子）
覇帝 ソウリュウ（声；杉山紀彰）
赤法神 リシュ（声；福山潤）
司啓（しけい）国の神王。
月無有無（ムーンムーム）（声；友永朱音）
リシュの月人。
ライネ・灯咲（声；真堂圭）
灯咲（とうさき）国の神王。
- スタッフ

脚本；ヒガシエリコ
イラスト；冬式未来
サウンド＆編集；しゃな
監修；飛鷹棗＆コミックヴェリスチーム
企画；StudioGIW/M.Sekiya
ボイスドラマVol.3「盲目の結界神・想武」
ボイスドラマシリーズの第3作。パラレルワールド的な舞台とコミカルな演出だった前2作と異なり、公式設定に基づくシリアスな展開のドラマを収録する。ボイスドラマの他、出演声優陣によるフリートーク、住屋昭博描き下ろしイラスト及びラフ画・計25点、おまけヴォイス3本、StudioGIWゲームフルアレンジサウンドトラック3曲、台本・設定資料が付属する。販売価格は2000円（税込）。
- 登場人物

結界神 想武（そうぶ）（声；広瀬正志）
八卦（はっけ）国の神王。
月人候補生 未月（みつき）（声；後藤邑子）
八卦国の月人候補生。
知龍 シュンケイ（声；日野聡）
呉宇（ごう）国の神王。
月人 カルナ
シュンケイの月人。
部将 呂坎（りょかん）（声；水島大宙）
八卦国の男性部将。
母衣衆隊長 景兌（けいだ）（声；野宮いづみ）
八卦国の母衣衆（ほろしゅう）隊長である女性。
- スタッフ

原作・脚本；M.Sekiya（StudioGIW）
イラスト；住屋昭博
サウンド＆編集；翡翠（月読レコード）
チビドット絵；さとをみどり
監修；飛鷹棗＆コミックヴェリスチーム

#### ヴァジアルサーガ外伝
ゲーム公式サイト「世界設定」のページにて公開され、無料で再生・ダウンロードできるボイスドラマ。ゲーム本編では語られない、戦乱が勃発した事情などを短編ドラマ化したもの。
外伝ボイスドラマ1「覇帝ソウリュウ」
ゲームの主題となる戦乱が勃発する1年前（神暦299年）の龍戒国を舞台に、覇帝ソウリュウとその月人ミツキの会話を収録した内容（2分15秒）。上記『StudioGIW歌集Vol.1「終暦聖歌」+ボイスドラマ』に収録されていたが、ボイスドラマ2「愚民と戦乱」公開に伴い公式サイト上での公開も開始された。
- 登場人物

ソウリュウ（声；福田純）
龍戒の神王。
リツキ（声；蒼紗）
ソウリュウの月人。
龍戒の部将（声；服部一真）
ソウリュウ配下の部将。
外伝ボイスドラマ2「愚民と戦乱」
外伝1同様に戦乱勃発前、愚民の反乱に手を焼く女性神王とその月人の会話を収録した内容（2分51秒）。
- 登場人物

神王（声；杉崎真奈）
名称不詳の女性神王。
月人（声；福田純）
上記神王に仕える名称不詳の月人。

### 漫画・画像作品
漫画版ヴァジアルサーガ+画集
キャラクターグラフィック担当の漫画家・住屋昭博による漫画と描き下ろし画集やラフ画、月人を描いたデスクトップ壁紙に加え、後述の「コミックヴェリス」作家陣による「落書き画像」を収録したウェブコミック。ゲーム本編と同様にダウンロード販売される。価格2000円（税込）。
Comic Velis（コミックヴェリス）
StudioGIWにより無料公開中のウェブコミック誌。2007年2月15日創刊。同社制作のゲームに関する複数の漫画家による4コマ漫画を中心とし、ヴァジアルサーガを扱う漫画も掲載されている。
VS愚民化戦略外伝 ～月人リツキ～
StudioGIWからウェブコミック「VAZIAL SAGA 愚民化戦略 外伝 ～月人リツキ～」が発売されている。原作・監修；祇羽（StudioGIW）・脚本・マンガ；高町菜葉（たかまちなのは）

### 関連歌曲
『洗脳・搾取・虎の巻』（せんのう・さくしゅ・とらのまき）
楽曲編集；MOSAIC.WAV
企画・編集；StudioGIW
ヴァジアルサーガ最初のイメージソング。月無有無によるライブ風の演出でヴァジアルサーガの世界観をコミカルに表現した「イメージ（破壊）洗脳ソング」（公式サイトにおける表記）。上記『ボイスドラマVol.1+歌』に、WMA形式とOGG形式で全歌詞及びカラオケバージョンを収録。また、MOSAIC.WAVの4thインディーズアルバム『Superluminal Ж AKIBA-POP MOSAIC.WAV』（2009年4月15日発売、Sham.Studio、3000円（税込））にも収録されている。
『終暦聖歌』（しゅうれきせいか）
歌；初音ミク/愛原圭織
作詞；M.Sekiya（StudioGIW）
作曲・編曲；翡翠（月読レコード）
2番目のイメージソング。西暦が終わり神暦が始まる頃に初代月人・月音（つきね）が歌う情景を表現した歌。初音ミク版は、公式ホームページにて無料ダウンロードできる（MP3形式（1.80MB）1分34秒）。愛原圭織版は、アルバム『StudioGIW歌集Vol.1「終暦聖歌」+ボイスドラマ』に収録されている。
『Fantasy Industry （幻想産業）』
歌；初音ミク/天乙准花
作詞；M.Sekiya（StudioGIW）
作曲・編曲；翡翠（月読レコード）
イラスト；楓菜あきの
ヴァジアルサーガ一周年記念ソング。歌詞は、魂についてのStudioGIW独自による「Velis理論」（ヴェリスりろん）に基づく。初音ミク版は、公式ホームページにて無料ダウンロードできる。天乙准花版は、アルバム『StudioGIW歌集Vol.1「終暦聖歌」+ボイスドラマ』に収録されている。
『愚民チュー』（ぐみんチュー）
歌；初音ミク/愛原圭織
作詞・作曲；M.Sekiya（StudioGIW）
編曲；金田充弘
イラスト；鈴丘虎助
3番目のイメージソングで、M.Sekiyaによる初作曲の歌（26秒）。子年の2008年1月に発表され、愚民をネズミに見立てている。初音ミク版は、公式サイトにて無料ダウンロードできる。愛原圭織版は、アルバム『StudioGIW歌集Vol.1「終暦聖歌」+ボイスドラマ』に収録されている。
『人類みな制服』（じんるいみなせいふく）
歌；双月彩/初音ミク
作詞；M.Sekiya（StudioGIW）
作曲・編曲；翡翠（月読レコード）
イラスト；住屋昭博
ヴァジアルサーガ関連曲。世界を自由に変えられるとしたら…?という少女の妄想を、ヴァジアルサーガの世界観を交えて歌う。双月彩版、初音ミク版ともに公式サイトにて無料ダウンロードできる。歌詞の最後に含まれる「暗号」は、解読すると公式サイトで配布されるこの曲の特大版イラスト（1280×640ピクセル）を格納したzipファイルの解凍パスワードになる。
『愚民年金』（ぐみんねんきん）
歌；愛原圭織/初音ミク
作詞；M.Sekiya（StudioGIW）
作曲・編曲；銃田弘
イラスト；冬式未来
神王の命を受けた月無有無が、年金促進を図って愚民たちに歌う歌。『洗脳・搾取・虎の巻』同様に大勢の聴衆（愚民）の前で歌う様子が再現されており、歌の前後に状況を物語る「語り」が挿入される。愛原圭織版・初音ミク版とも公式サイトにて無料ダウンロード及び試聴できる。